# Copris vankhaii
Copris vankhaii är en skalbaggsart som beskrevs av Nguyen-phung 1988. Copris vankhaii ingår i släktet Copris och familjen bladhorningar. Utöver nominatformen finns också underarten C. v. genopunctatus.